# ファトミレ・バイラマイ
ファトミレ・"リーラ"・バイラマイ (Fatmire "Lira" Bajramaj、1988年4月1日 - ) は、旧ユーゴスラビアのコソボ自治州・ブリミ / イストク出身でドイツの元女子サッカー選手である。現役時代のポジションはミッドフィールダー。

## 経歴

### 前歴
コソボのブリミ/イストクで、ユーゴスラビア国籍のアルバニア人として生まれた。1993年、両親とともにドイツのギーゼンキルヒェン (Giesenkirchen)に移住し、以後はドイツで育つ。1993年、地元サッカークラブのDJK/VfLギーゼンキルヒェンに入団、1998年まで在籍した。1998年からFSCメンヘングラッドバッハ (FSC Mönchengladbach)に移り、そこでは2004年までプレーしている。

### 代表
2003年、U-15ドイツ代表に選出された事で注目される。2005年には飛び級でU-19代表に選出され、同年開催のUEFA U-19女子選手権に出場し、ベスト4を経験した。同年開催のスコットランドとの試合をきっかけに、A代表にも選出されるようになり、2006年まではU-19代表とA代表を掛け持ちする状態であった。
2006年にはロシアで開催されたFIFA U-20女子選手権にも出場し、メキシコ戦で1得点、スイス戦では2得点を挙げた。
2007年のワールドカップにも出場2度目の優勝に貢献している。
2008年には北京オリンピックに出場。途中出場中心ながら
3位決定戦 (対戦相手: 日本)では、62分からの途中出場ながら、69分、87分に2得点を挙げ、銅メダル獲得に
大きく貢献した。
2009年にはUEFA欧州女子選手権で7度目の優勝を果たしている。
2011年には女子ワールドカップに出場し、グループリーグ3試合に出場したが、準々決勝の日本戦は出番がなかった。

### クラブ・個人
2004年、FCR2001デュースブルクに移籍、2007年、女子DFBポカールの決勝戦にスターティングメンバーとして出場したが、1-1の末、PK戦を制した1.FFCフランクフルトが優勝し、デュースブルクは準優勝に終わった。同年秋には2007 FIFA女子ワールドカップに出場、優勝を経験した。
2008-09年度のUEFA女子カップでは決勝戦に出場し、クラブ史上初の同大会優勝を経験した。また女子DFBポカールでは2006-07年度
以来の決勝戦進出を果たし、28分に先制点を決めた。(試合は7-0で終わり、デュースブルクは初のDFBポカール覇者となっている。
2009年、バイラマイは3年契約のオファーを受諾し、1.FFCトゥルビネ・ポツダムへ移籍、同クラブでも移籍初年度にUEFA女子チャンピオンズリーグで優勝を果たし、2010年にはFIFAバロンドールで女子部門2位となった。
2011年、1.FFCフランクフルトに移籍した。
2014年、パリ・サンジェルマン女子に移籍した。
2017年2月28日、現役引退を発表した。

## タイトル

### クラブ
デュースブルク
- UEFA女子カップ

優勝(1): 2008-09
- 女子DFBポカール

優勝(1): 2008-09
ポツダム
- UEFA女子チャンピオンズリーグ

優勝 (1): 2009-10
- 女子ブンデスリーガ

優勝 (2): 2009-10, 2010-11

### 代表
サッカードイツ女子代表
- FIFA女子ワールドカップ

優勝 (1): 2007
- UEFA欧州女子選手権

優勝 (1): 2009